# Psammophis mossambicus
Psammophis mossambicus är en ormart i familjen snokar.
Den förekommer i Afrika, i Moçambique, Zambia, Demokratiska republiken Kongo (Katanga), Botswana och Zimbabwe.